# Prenomi baschi
Questa voce elenca i nomi propri di persona, diffusi nei Paesi Baschi e nelle comunità di lingua o etnia basca.

## Maschili
- Abarron
- Adan
- Aingeru (Angelo)
- Aitor
- Alesander (Alessandro)
- Amets (Sogno)
- Ander (Andrea)
- Andoni, Antton (Antonio)
- Apal
- Aresti
- Argi (Lucio)
- Argider (Lucio)
- Arkaitz, Harkaitz (Pietro)
- Arrats (Serotino)
- Asentzio
- Asier (Principio)
- Bakar (Solingo)
- Balendin (Audace)
- Barea
- Basajaun, Basa-Jaun (Silvano)
- Belasco (Corvino)
- Beñat (Bernardo)
- Bernat (Bernardo)
- Bikendi (Vincenzo)
- Bingen
- Bittor (Vittorio)
- Bixente
- Danel (Daniele)
- Domeka
- Eder
- Edorta
- Edur (Nevino)
- Eguzki (Elio)
- Ekain (Giunio)
- Ekaitz (Tempesta)
- Elazar (Lazzaro)
- Eli (Eli)
- Endika (Amerigo)
- Eneco, Eneko (Carino)
- Erlantz (Lucenzio)
- Erramun
- Estebe, Eztebe
- Fermin, Fermintxo
- Frantzisko (Francesco)
- Gabirel (Gabriele)
- Gaizka (Salvatore)
- Ganix (Giovanni)
- Garaile
- Gero
- Gorka (Giorgio)
- Gotzon (Angelo)
- Guerechen
- Gurutz (Santacroce)
- Gutxi
- Hodei (Nuvolo)
- Igon
- Iker (Epifane)
- Imanol (Emanuele)
- Iñaki/Iñigo (Ignazio)
- Ion, Jon (Giovanni)
- Izar (Astro)
- Izotz
- Jakome
- Joanes
- Jokin
- Joseba
- Julen
- Kemen
- Kepa
- Kerman
- Koldo, Koldobika
- Lertxun
- Lizardi
- Luken
- Maria
- Markel
- Marko
- Martzel
- Matia
- Mattin
- Mikel, Mitxel
- Nikola
- Oroitz
- Ortzi
- Patxi
- Paulo
- Peio, Peru, Petri
- Salbatore, Xalbador
- Sendoa
- Todor
- Tomas
- Tubal
- Txomin
- Umea
- Unai
- Xabi, Xabier, Xaviar, Xavier
- Xanti
- Xarles
- Xemen
- Ximun
- Yorge
- Yuli
- Zeru
- Zigor
- Zorion
- Zuhaitz
- Zuri
- Zuzen

## Femminili
- Abene
- Agurne
- Agurtzane
- Ainhitze
- Ainhoa
- Aintza
- Aintzane
- Alaia
- Alazne
- Alize
- Amaia, Amaya
- Ametza
- Andere
- Angelu
- Anne
- Apala
- Arantxa
- Arantzazu
- Argiñe
- Arima
- Arrosa
- Artizar
- Bakarne
- Begoña
- Berezi
- Bidane
- Bihotz
- Catalin
- Dominica
- Eba
- Ederne
- Edurne
- Eguzkiñe
- Eider
- Elixabete, Elizabete
- Eneca
- Erlea
- Eskarne
- Esti, Estiñne
- Eukene
- Euria
- Fede
- Frantziska
- Gaizka
- Garbi, Garbiñe
- Garden
- Goizane
- Goizargi
- Goizeder
- Gotzone
- Graciosa
- Guerechene
- Gurutze
- Haizea
- Hilargi
- Hirune, Irune
- Igone
- Ihintza
- Iñiga
- Irati
- Itsaso, Itxaso
- Itxaro
- Itziar
- Izar
- Jone
- Josune
- Julieta
- Katalin, Kattalin
- Katerin
- Kistiñe
- Lide
- Lili
- Lore, Lorea
- Maia
- Maialen
- Maitagarri
- Maite
- Maitea
- Margaita
- Maria
- Mirari
- Miren
- Nagore
- Nahia
- Naiara, Nayara
- Nekane
- Nere, Nerea
- Nikole
- Oihana
- Osane
- Pantxike
- Sorne
- Terese, Therese
- Udaberri
- Udane
- Usoa
- Uxue
- Ximena
- Yuana
- Zaballa
- Zeru
- Zorione
- Zurina
- Zuriñe